# 伊犁杨
伊犁杨（学名：Populus iliensis）为杨柳科杨属的植物。分布在中国大陆的新疆等地，生长于海拔625米至1,000米的地区，见于河流两岸，目前尚未由人工引种栽培。